# Johann Samuel von Gruner

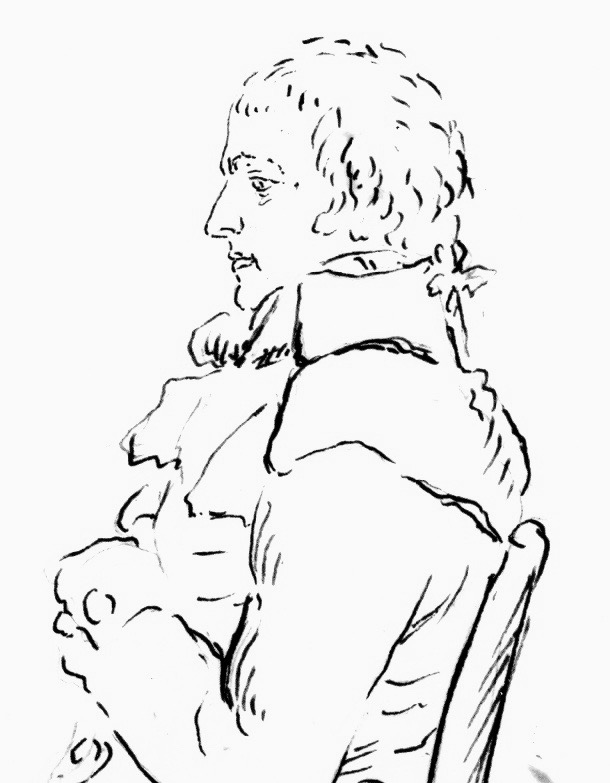
Johann Samuel von Gruner, Federskizze von Klara Reinhart, um 1800.

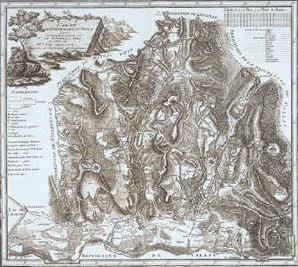
Carte du gouvernement d’Aigle, 1788.

Johann Samuel von Gruner oder Grouner (* 27. Februar 1766 in Murten; † 31. Januar 1824 bei Traubing) war ein Schweizer Geologe patrizischer Herkunft, der im Alten Bern Bergwerke leitete und in der Helvetischen Republik die Ämter eines Nationalbuchdruckers sowie des Oberberghauptmanns bekleidete. Nach Auflösung des revolutionären Einheitsstaats durch Bonaparte emigrierte er nach Bayern, wo er als Wissensvermittler auf den Gebieten der Kartografie und der Landwirtschaft wirkte. Als Hauptmann der bayerischen Armee begründete er die Militärgeologie.

## Jugend
Gruner entstammte einer nicht regierenden Familie des Berner Patriziats. Er war das jüngste von sechs Kindern des Kaufmanns Niklaus Gruner (1725–1771) und der Pfarrerstochter Rosina geborenen Sybold (ca. 1734–1785). Nach dem frühen Tod des Vaters erhielt er Emanuel Friedrich Fischer (1732–1811) zum Vormund, der als Hauptinitiant der Typographischen Gesellschaft Bern gilt und als Mitglied des Kleinen Rates der Salzdirektion angehörte. Nach dem Besuch des Gymnasiums in Bern machte Gruner 1784/85 ein Praktikum im Salzbergwerk von Bex (heute Kanton Waadt). Dort fand er in Berghauptmann Franz Samuel Wild (1743–1802) einen zweiten Vater. Für Wilds Essai sur la montagne salifère du gouvernement d’Aigle reduzierte er die Carte du gouvernement d’Aigle von Isaac-Gamaliel de Rovéréa (siehe Abbildung).

## Schüler Abraham Gottlob Werners

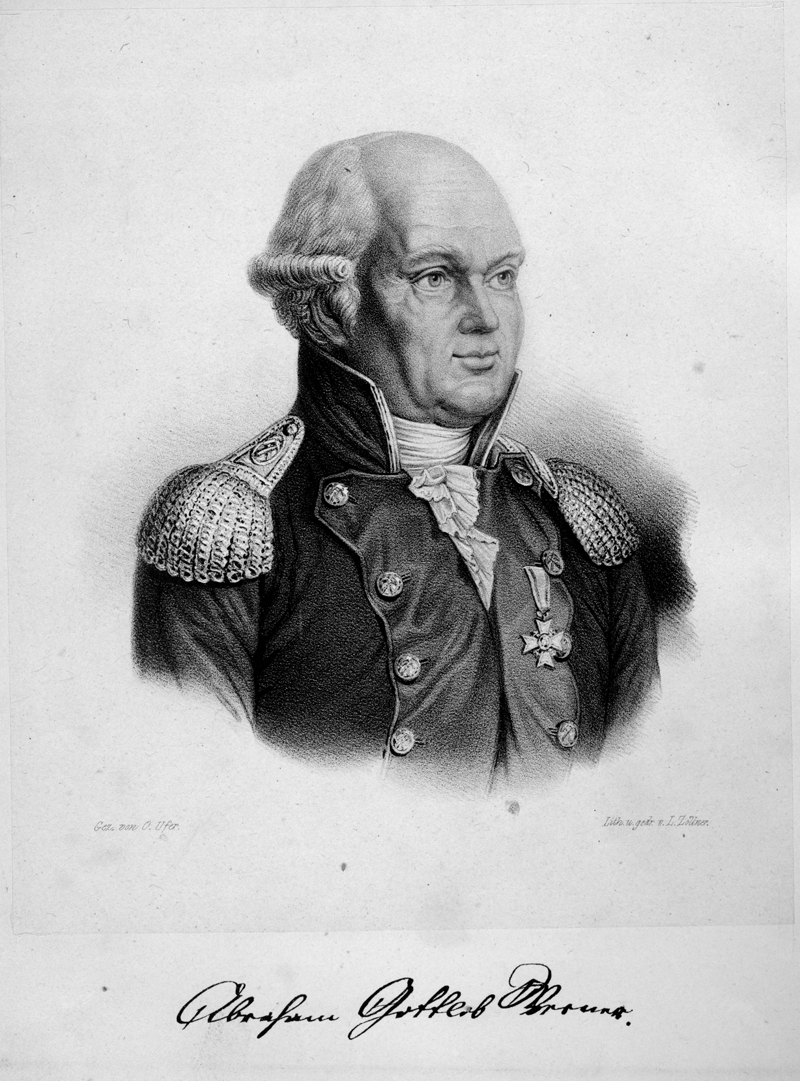
Abraham Gottlob Werner.

Mit 18 Jahren zeugte der angehende „Ingenieur“ mit der gleichaltrigen Berner Schifferstochter Maria Magdalena Gryph das uneheliche Kind Magdalena Maria Anna, genannt Marie (* 1785). Zur weiteren Ausbildung gewährte ihm der Staat Bern drei Jahresstipendien. 1786 hielt er sich in Göttingen und Leipzig auf. 1787 schrieb er sich beim Mineralogen Abraham Gottlob Werner (1749–1817) an der Bergakademie Freiberg (Sachsen) ein, wo er wohl bis 1789 studierte. Zu seinen Kommilitonen zählten James Watt jun. und Alexander von Humboldt. Von Werner wurde er „einer meiner vorzüglichsten Schüler und insbesondere ein guter Geognost“ genannt. Humboldt attestierte ihm ungeheures Wissen, bezeichnete ihn aber – wegen Gruners Eintreten für die Französische Revolution? – als „abscheulichen Menschen“. In Göttingen schloss er „eine nur zu weit gehende Freundschaft“ mit seinem Anverwandten Johann Rudolf Meyer (1768–1825) aus Aarau, mit dem er ab 1790 korrespondierte. Insgesamt verbrachte er sechs Studienjahre in Deutschland.

## Leiter der Bergwerke Trachsellauenen und Küttigen

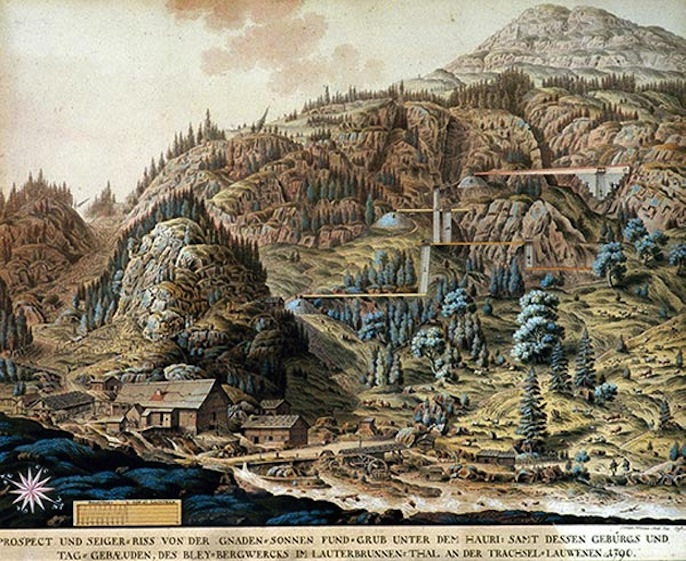
Bergwerk Trachsellauenen, 1790.

1792 kehrte Gruner nach Bern zurück. Von dort zog er nach Aarau zu Meyer, wobei er wohl seine Tochter mitnahm oder nachholte. Er wirkte an den Projekten zur Kartierung der Schweiz mit, die Meyers Vater finanzierte. Später bezeichnete er sich als „Hauptveranlasser und vilfachen Mitwirker bei der Verfertigung des Meyerischen Reliefs und Atlasses der Schweiz“. Auch dürfte er den Freund beim Bau der Meyerschen Stollen beraten haben, die dessen Seidenfärberei mit Wasser versorgten. Er und Meyer legten ihre Mineraliensammlungen und Bibliotheken zusammen in der vergeblichen Hoffnung, diese gegen eine Professur für ihn an der Berner Akademie eintauschen zu können. 1793 wurde er Leiter des Bleibergwerks Trachsellauenen zu Füssen der Jungfrau, an dem Meyers Vater beteiligt war. Der Geologe und Politiker Johann Konrad Escher (1767–1823, postum Escher von der Linth), mit dem er im erwähnten Jahr eine Alpenreise unternahm, schrieb: „Neben den wissenschaftlichen Kenntnissen sprach mich Gruner durch seinen lebhaften Geist, seine liberalen Grundsätze und gemüthliche Offenheit an, sodass wir bald trauliche Freunde waren, wodurch ich aber mit seiner heftigen Leidenschaftlichkeit, ihn ganz beherrschenden Launen und Grundsätzen über die religiösen und moralischen Verhältnisse unter den Menschen bekannt wurde, welche nicht mit meinen Grundsätzen hierüber übereinstimmten.“ Als Hofmeister von Meyers Bruder Henri unternahm Gruner 1794 eine Studienreise in die Salinen Bayerns, Salzburgs und des Salzkammerguts. Dann wurde er Direktor des bernischen Eisenbergwerks Küttigen bei Aarau, für dessen Leitung er von Escher Lob erhielt.

## Nationalbuchdrucker und Oberberghauptmann
1798 beteiligte sich Gruner an der Helvetischen Revolution. In der Folge war er gemeinsam mit Heinrich Gessner Nationalbuchdrucker der Helvetischen Republik. 1799 begleitete er im Rang eines Majors den französischen General Lecourbe auf dessen erfolgreichem Alpenfeldzug, 1800 den französischen Geologen Dolomieu, nach dem die Dolomiten heissen, auf dessen letzter Reise in den Alpen. 1799/1800 versuchten Meyer und Gruner, der im erstgenannten Jahr Mitglied der helvetischen Bergwerksdirektion wurde, den Betrieb des Bergwerks Küttigen aufrechtzuerhalten, doch traten sie dieses dann wieder dem Staat ab. 1801 betrieben sie die Gründung der Kantonsschule in Aarau, welche im Jahr darauf eröffnet wurde. Leiter der Schule wurde der erste Redaktionssekretär der helvetischen Regierung, Georg Franz Hofmann. Während der Konterrevolution von 1802 (Stecklikrieg) flüchtete Gruner mit Heinrich Zschokke ins nahe Ausland. Ende desselben Jahres wurde er Nachfolger Wilds als Oberberghauptmann der Helvetischen Republik.

## Emigration nach Bayern
Als Bonaparte 1803 den helvetischen Einheitsstaat in einen Bundesstaat verwandelte, verlor Gruner seine Stellung. Erneut zog er darauf zu Meyer. Dessen Familie transferierte ihre Seidenbandfabrik und ihr Vermögen nach Bayern, wo sie 1803 die aufgelösten Klöster Geisenfeld und Wolnzach kaufte. Gruner unterstützte Meyers Bruder Hieronymus bei der Verwaltung dieser Güter. 1804 ermöglichte er es der Familie Meyer, sie gegen die Klöster Polling, Rottenbuch und Steingaden zu tauschen. 1805 heiratete seine Tochter Marie den verwitweten Meyer. Bei dieser Gelegenheit kaufte Gruner dem Freund vier Schwaigen (Viehzuchtbetriebe) ab, die er ihm dann verpachtete. Doch 1807 wurde Meyer vom Vater als Verwalter der bayerischen Güter abgesetzt und kehrte nach Aarau zurück. Zuvor muss Marie gestorben sein und seine Freundschaft mit Gruner zerbrochen. Weil Meyer die Zahlung der Pacht einstellte, strengte Gruner 1808 einen Prozess gegen ihn an, der erst 1816 mit einem Vergleich endete.

## Vermittler von Fraunhofers Lehrer Guinand
In Bayern beeinflusste Gruner den Kartografen Alois von Coulon (1779–1855) und den Reliefbauer Franz Joseph Weiss (1784–1825) im Geist der Meyerschen Schule.

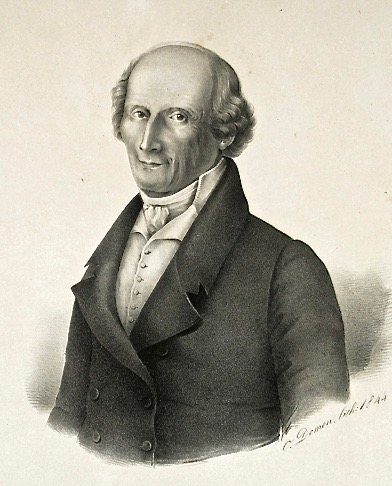
Étienne-Ovide Domon: Pierre-Louis Guinand.

1804 veranlasste er den Optiker Pierre-Louis Guinand (1748–1824) aus Les Brenets im heutigen Kanton Neuenburg, Glasproben und eine Denkschrift an Joseph von Utzschneider zu senden. Guinand stellte schlierenfreies Flintglas in Stücken von bisher unerreichter Grösse her. In der Folge assoziierte sich Utzschneider mit Georg Friedrich von Reichenbach und Joseph Liebherr, um Vermessungsinstrumente herzustellen. Gruner bezeichnete das Mathematisch-mechanische Institut als sein Kind. Utzschneider wurde von ihm und Zschokke in Aarau mit Guinand zusammengeführt. Dann kaufte er das Kloster Benediktbeuern. Nach einer weiteren Zusammenkunft in Les Brenets nahm er den Schweizer unter Vertrag. 1805/06 errichtete dieser in Benediktbeuern „eine damals in der Welt einzig dastehende Hütte für optisches Glas“. Guinand bildete Joseph Fraunhofer (1787–1826) im Glasmachen aus. Doch bald wurde er dem genialen Optiker unterstellt. Gedemütigt kehrte er 1814 in die Heimat zurück. Als Glasmacher aber übertraf ihn der Schüler nicht. Während Fraunhofer nur für den Eigenbedarf produzierte, begann Guinand 1818 Paris zu beliefern. Später beherrschten seine Angehörigen und Nachfolger den Weltmarkt. Utzschneider versuchte vergeblich, Guinands Nachruhm zu verdunkeln.
Laut Zschokke, der im Aargau das Amt eines Oberforst- und Bergrats bekleidete, war Gruner „unter allen Schweizern unstreitig im Bergbau der Erfahrenste, Sachkundigste“. Der Salzburger Bergbauexperte Karl von Moll bescheinigte ihm: „Nur Wenige haben sovil und so sorgfältig beobachtet; nur Wenige verbinden sovil Scharfsinn, und sovil Tendenz, die Früchte der mineralogischen Kenntnisse in das practische Leben einzufüren.“ Bayern versäumte es, Gruner eine Stellung in dessen Fachgebiet anzubieten. 1807 erhielt er zwar die Konzession, den eingestellten Abbau von Pechkohle am Peissenberg wieder aufzunehmen, nicht aber das dafür nötige Kapital.

## Begründer der Militärgeologie
1814 kommandierte der mittlerweile 47-jährige Gruner als Hauptmann das Freiwillige Jägerbataillon des Illerkreises. Dabei befreundete er sich mit Oberleutnant Johann Andreas Schmeller (1785–1852). Dieser hatte als Schüler Pestalozzis in der Schweiz gelebt. Vorläufer seines Bayerischen Wörterbuchs war der Versuch eines schweizerischen Idiotikon von Franz Joseph Stalder. Gruner führte Schmeller in die Methode des Arbeitens mit Zettelkästen ein. Am Entscheidungskampf gegen Napoleon nahmen die beiden in der Etappe teil. Gruner blieb aktiver Offizier, wurde aber zunehmend für wissenschaftliche Arbeiten freigestellt. Mit der Skizze über das Verhältnis der Geognosie zur Kriegs-Wissenschaft, die er zwischen 1816 und 1820 für den späteren Generalstabschef Clemens von Raglovich verfasste, begründete er die Militärgeologie. Denselben Auftraggeber dürfte sein 1817 entstandener Aufsatz Ueber den Einfluss der Geognosie auf Landcarten und Reliefs gehabt haben. Im zuletzt erwähnten Jahr heiratete Gruner die Schwägerin seines Rechtsvertreters Mittermaier, Klara Regina von Walther verwitwete von Pallhausen (1780–1821) – laut Schmeller, der Trauzeuge war, „in jedem, nur nicht im pfäffischen Sinne eine Heilige“.

## Mitbegründer des Landwirtschaftlichen Vereins

Johann Samuel von Gruner: Muster-Ökonomiegebäude nach Schweizer Art.

Gruner hatte massgeblichen Anteil an der Gründung des Landwirtschaftlichen Vereins in Baiern. 1810 wurde er Mitglied des ersten Generalkomitees (aus dem er jedoch im folgenden Jahr durch Losentscheid ausschied), 1812 der Deputation für das landwirtschaftliche Bauwesen. Er war ein Vorkämpfer der Agrarrevolution und setzte sich namentlich für die Einführung des Schweizer Braunviehs und der im Kanton Zürich erfundenen Bereitung von Gülle ein. Schmeller spöttelte einmal, sein Freund finde „wahrlich nicht mit Unrecht das Heil der Welt im Dünger und in der Gülle“. Ab 1820 gehörte Gruner der Deputation für die Verbesserung des Landbauwesens und die zweckmäßige Verschönerung des baierischen Landes an. 1821 entwarf er ein Muster-Ökonomiegebäude nach Schweizer Art (siehe Abbildung). Die Kommission des Landwirtschaftlichen Vereins, welche es begutachtete, schlug ihn zu einer Auszeichnung durch den König vor, welche jedoch nicht erfolgte. Dafür erhielt er, als seine Frau im selben Jahr starb, ein Stipendium für eine landwirtschaftliche Studienreise in die Niederlande. Ein Jahr verbrachte er im heutigen Belgien und Holland. Seine Aufzeichnungen von dieser Reise wurden postum in zwei Bänden veröffentlicht.

## Verunfallt oder ermordet?
Die bevorstehende Thronbesteigung des reaktionären Ludwig I. liess Gruner Pläne zur Auswanderung nach Amerika schmieden. Er fuhr erneut nach Paris, um im Auftrag seines Freundes Hans Kaspar Brunner Land in Kentucky zu kaufen. Doch bevor der 57-jährige die erwähnten Pläne verwirklichen konnte, kam er auf der Fahrt von München zu seinen Gütern ums Leben. Ursache war ein Wagenunfall, dessen Umstände in Schmeller den Verdacht erweckten, Gruner sei ermordet worden. Laut Moll hinterliess der Verstorbene einen – heute verschollenen – „Schaz von handschriftlichen Vormerkungen und höchst merkwürdigen Aufsäzen über allerlei Gegenstände der Naturwissenschaften, der Mechanic und Technic jeder Art, der Agricultur“.

## Schriften
- Gruner (1788): Carte du Gouvernement d'Aigle, levée topographiquement par Mr. de Rovéréa, père, et réduit[e] par Mr. J. Sam. Grouner. In: Franz Samuel Wild: Essai sur la montagne salifère du gouvernement d’Aigle. Barde, Manget & Comp., Genève 1788, nach S. 349, Kommentar: S. 327–331 (Digitalisat).
- Gruner (1805): Aus zwei älteren Schreiben des Herrn Joh. Sam. Gruner, vormaligen helvetischen Oberberghauptmanns, gegenwärtig in München. In: Carl Erenbert Freiherr von Moll (Hrsg.): Efemeriden der Berg- und Hüttenkunde. 1. Band, 1./2. Lieferung, München 1805, S. 203–209.
- Gruner (1814): Einige Bemerkungen über die kleinen Wiesen-Wässerungen durch Wässer-Weiher. In: Wochenblatt des landwirthschaftlichen Vereins in Baiern. 18. Januar 1814, S. 241–249, Abb.
- Gruner (1814a): Auszüge aus Bemerkungen über die rheinländischen Oehlpressen. In: Wochenblatt des landwirthschaftlichen Vereins in Baiern. 18. Mai 1814, S. 525–529.
- Gruner (1817): Erfindung eines Gyps-Streu-Karrens. In: Wochenblatt des landwirthschaftlichen Vereins in Baiern. 17. Juni 1817, S. 610–621, Abb.
- Gruner (1820): Einige Bemerkungen über den polytechnischen Verein. In: Kunst- und Gewerb-Blatt des polytechnischen Vereins für das Königreich Bayern. 6./9. Dezember 1820, Spalten 807–812, 815–818.
- Gruner (1820a): Einige Bemerkungen über großes, besonders Schweitzer-Vieh. In: Wochenblatt des landwirthschaftlichen Vereins in Baiern. 19. Dezember 1820, Spalten 201–206.
- Gruner (1821): Ueber die Bereitung des warmen Futters in der Schweitz. In: Wochenblatt des landwirthschaftlichen Vereins in Baiern. 20. Februar 1821, Spalten 346–349.
- Gruner (1821a): Kartoffelbau, mit Berücksichtigung des schnellen Umsatzes des Dung-Kapitals. In: Wochenblatt des landwirthschaftlichen Vereins in Baiern. 10. April 1821, Spalten 429–433.
- Gruner (1821b): Einige Worte über den Kalk-Mörtel. In: Monatsblatt für Verbesserung des Landbauwesens und für zweckmäßige Verschönerung des baierischen Landes. 28. April 1821, Beilage.
- Gruner (1821c): Ueber das Stecken des Saat-Getreides. In: Wochenblatt des landwirthschaftlichen Vereins in Baiern. 8. Mai 1821, Spalten 481–492.
- Gruner (1825): Ueber den Einfluss der Geognosie auf Landcarten und Reliefs. In: Carl Erenbert Freiherr von Moll (Hrsg.): Neue Jarbücher der Berg- und Hüttenkunde. 6. Band, 1. Lieferung, Nürnberg 1825, S. 129–135.
- Gruner (1826): Verhältnis der Geognosie zur Kriegs-Wissenschaft, eine Skizze. In: Carl Erenbert Freiherr von Moll (Hrsg.): Neue Jarbücher der Berg- und Hüttenkunde. 6. Band, 2. Lieferung, Nürnberg 1826, S. 187–233.
- Gruner (1826a): Schweizer-Vieh. In: Oekonomische Neuigkeiten und Verhandlungen. 31. Band, Prag 1826, S. 134 f.
- Gruner (1826 f.): Beschreibung einer Reise durch das Königreich der Niederlande, welche auf Veranlassung des landwirthschaftlichen Vereins in Bayern gemacht worden von Samuel von Grouner, ehemaligem Oberberghauptmann, verfaßt von C[arl] W[ilhelm] Wimmer. 2 Theile, Passau 1826 f. (18 Lithografien) (1: Digitalisat; 2: Digitalisat).
- Gruner (1828): Samuel von Grouner’s Stall- und Stadel-Gebäude nach Schweizerart. In: Wochenblatt des landwirthschaftlichen Vereins in Bayern. 9./16. Dezember 1828, Spalten 245–250, 264–268, Abb.

## Fälschlich zugeschriebene Schriften
- (Heinrich Zschokke:) Ueber die Bergwerke des Kantons Aargau. In: Isis, Juli 1805, S. 636–654.
- (Johann Rudolf Meyer:) Geognostische Uebersicht der helvetischen Gebürgsformationen. In: Isis, Oktober 1805, S. 857–878, 1121.